# August Heinrich Davidssohn
August Heinrich Davidssohn, död 9 januari 1799, var en svensk klarinettist vid Kungliga hovkapellet.

## Biografi
August Heinrich Davidssohn anställdes 1780 som klarinettist vid Kungliga hovkapellet i Stockholm. Han gifte sig 1785 med Margareta Fredrika Petersdotter Cederholm. Mellan åren 1787–1789 spelade han kontrafagott i Hovkapellet. Davidssohn avled 9 januari 1799.